# Anopheles stigmaticus
Anopheles stigmaticus is een muggensoort uit de familie van de steekmuggen (Culicidae). De wetenschappelijke naam van de soort is voor het eerst geldig gepubliceerd in 1889 door Skuse.